# Буново (област Кюстендил)
 За другото българско село с име Буново вижте Буново (Софийска област).  
Буново е село в Западна България. То се намира в община Кюстендил, област Кюстендил.

## География
Село Буново се намира в планински район, по поречието на река Шегава. Заема обширна територия по южните склонове на хребета Риша, в Конявската планина.
Махали: Джонгевци, Бойовци, Атовци, Пенкьовци, Груйовци, Милкинци, Петковци, Болюбашинци, Горни и Долни Караджинци, Долни Чакъревци, Стоимировци, Милчаковци, Миладиновци, Горни Чакъревци, Стоилковци, Николовци, Стоичинци, Център (Пейовци, Тутковци, Кадии, Гьоревци, Цинцаревци)
Климат – умерен, преходно-континентален.
През годините селото принадлежи към следните административно-териториални единици: Община Ръждавица (1934 – 1958), община Коняво (1959 – 1992), община Кюстендил (от 1992). 

## Население
| Година    | 1880 | 1900 | 1920 | 1926 | 1934 | 1946 | 1956 | 1965 | 1975 | 1984 | 2008 | 2012 |
| Население | 425  | 589  | 850  | 893  | 876  | 856  | 736  | 374  | 220  | 128  | 23   | 12   |

## История
Няма данни кога точно е възникването на селището. Първоначално селото се казва Златица и се намира при махала Милкинци, но не съществува информация, кога то става с. Буново. В регистър от 1576 година се споменават имената на две села – Горне Бунува и Долне Бунува. През 1605 година се среща като Букува.
По време на Освобождението в Буново има 50 къщи на българи староседелци. През 1893 г. селото има 7754 декара землище (3845 декара ниви, 2714 декара гори, 838 декара ливади, 101 декара градини, 16 декара лозя и други.) и се отглеждат 1716 овце, 1226 кози, 327 говеда и 157 коня. Основен поминък на селяните са земеделието и животновъдството.
Построени са училище (1883 и достроено през 1911), църква „Свети Георги“ (1927), учредена е кооперация „Риша“ (1942).
През 1957 г. е учредено ТКЗС „Правда“, което през 1958 г. е обединено с ТКЗС с. Шишковци и ТКЗС с. Шипочано. От 1959 г. е в състава на Обединено ТКЗС с. Коняво, което по късно става АПК с. Коняво и съществува до 1992 г. През 1992 г. е образувана ЗК „Риша“, която е ликвидирана през 2005 г.
Селото е електрифицирано през 1958 г. и водоснабдено през 1949 – 1985 г. През 1974 г. е построена нова административна и кооперативна сграда, на мястото на училището.

## Културни и природни забележителности
- Църква „Свети Георги“ – построена 1927 г.
- Останки на черкви: при махала Бойовци, при местността Цръквище срещу махала Стоилковци и при местността Св. Петка под махала Груйовци
- Останки от малка крепост при местността Градище

## Религии
Село Буново принадлежи в църковно-административно отношение към Софийска епархия, архиерейско наместничество Кюстендил. Населението изповядва източното православие.

## Обществени институции
Кметско наместничество.

## Редовни събития
- 24 май: празник на славянските просветители Св. св. Кирил и Методий
- 15 август: общоселски събор с курбан за честване Успение на Пресвета Богородица.